# Biryani
Biryani, eller biriani (بریانی), er en asiatisk ris-ret, der er populær i dele af Vestasien (særligt Iran) og Sydasien (særligt Pakistan og Indien). Navnet stammer fra Persisk. 
Biryani laves på ris (sædvanligvis basmati ris), grøntsager, eventuelt kød og yoghurt, og krydres med en række aromatiske orientalske krydderier.

## Ingredienser
Ris er hovedingrediensen i biryani og de krydres med en række Orientalske krydderier som giver retten duft, smag, og farve. Typiske krydderier er kryddernellike, kardemomme, kanel, koriander og chili. For at give biryani den karakteristiske gule farve, tilsættes gurkemeje eller safran. Herudover indgår et varierende udvalg af grøntsager, hvor løg og hvidløg er meget brugt, og nogle gange også kød eller fisk. Vegetarisk biryani er populært, mens der i de ikke-vegetariske findes mange variationer, herunder kylling, oksekød, ged, lam, fisk og rejer. Der tilsættes indimellem nødder og tørret frugt, for eksempel cashewnødder, mandler, rosiner eller abrikos. Retten simrer ofte med yoghurt, som giver risene en cremet konsistens, men biryani uden yoghurt laves også. Den færdige ret pyntes ofte med hakkede krydderurter, som regel korianderblade eller mynte.